# 布坎南 (利比里亞)
布坎南（Buchanan）是西非國家利比里亞的城市，由大巴薩縣負責管轄，位於該國西部大西洋沿岸，距離首都蒙羅維亞約110公里，海拔高度77米，2008年人口34,270。
以利比里亚总督托马斯·布坎南（Thomas Buchanan) 命名，托马斯是美国总统詹姆斯·布坎南的族弟。

## 外部連結
- MSN Map

05°52′51″N 10°02′48″W / 5.88083°N 10.04667°W